# Buško
Buško Blato nebo Jezero Buško je přehrada, která leží v Kantonu 10 ve Federaci Bosny a Hercegoviny v Bosně a Hercegovině. Je umístěna na jižní straně Livanjsko Polje a na severozápadě Duvanjsko Polje.